# NGC 1114
NGC 1114 est une galaxie spirale située dans la constellation de l'Éridan. NGC 1114 a été découverte par l'astronome germano-britannique William Herschel en 1785.

## Caractéristiques
Sa vitesse par rapport au fond diffus cosmologique est de 3 276 ± 14 km/s, ce qui correspond à une distance de Hubble de 48,3 ± 3,4 Mpc (∼158 millions d'al).
À ce jour, une douzaine de mesures non basées sur le décalage vers le rouge (redshift) donnent une distance de 50,117 ± 4,794 Mpc (∼163 millions d'al), ce qui est à l'intérieur des valeurs de la distance de Hubble.
La classe de luminosité de NGC 1114 est III et elle présente une large raie HI.

## Groupe de NGC 1199
NGC 1114 fait partie d'un groupe de galaxies d'au moins six membres, le groupe de NGC 1199. Outre NGC 1114 et NGC 1199, les quatre autres galaxies du groupe sont IC 276, NGC 1189, NGC 1209 et MCG -3-8-45.